# هلن میلر (سیاستمدار)
هلن میلر (متولد ۱۹۴۵) یک سیاستمدار آمریکایی است که از سال ۲۰۰۳ تا ۲۰۱۹ به عنوان یکی از اعضای مجلس نمایندگان آیووا خدمت کرده است.

## تحصیلات
میلر در نیوآرک، نیوجرسی متولد شد و در دبیرستان «ساوت ساید» با نام کنونی «مالکوم ایکس شابازز» تحصیل کرد. او از دانشگاه هاوارد در واشینگتن دی سی با مدرک بی‌ای در رشته مدیریت بازرگانی فارغ‌التحصیل شد و به عنوان عضوی از انجمن «دلتا سیگما تتا» مشغول به کار شد. او بعداً مدرک کارشناسی ارشد علوم کتابداری را از دانشگاه آور لیدی آو دلیک در سن آنتونیو، تگزاس دریافت کرد. او دکترای حقوقی خود را از مرکز حقوقی دانشگاه جورج تاون گرفت.

## حرفه
در مجلس نمایندگان آیووا، میلر در چندین کمیته از جمله کمیته رشد اقتصادی، منابع طبیعی و حمل و نقل فعالیت کرد. او همچنین به عنوان عضو ناظر در کمیته کشاورزی نیز فعالیت می‌کرد. تجربه سیاسی او شامل خدمت به عنوان دستیار رهبر اقلیت‌ها در مجلس آیووا (۲۰۰۵ تا ۲۰۰۶) و دستیار رهبر اکثریت‌ها نیز هست.